# Type 07 SUM
Il Type 07 SUM ( 07式垂直発射魚雷投射ロケット, Marunana shiki suichoku hassha gyōrai tōsha roketto) è un missile antisommergibile giapponese lanciabile da nave. Il nome Surface to Underwater Missile, spesso abbreviato in SUM, è stato adottato ufficialmente dalla Forza marittima di autodifesa giapponese per identificare questo tipo d'arma.
Il Type 07 SUM si è dimostrato nettamente superiore al precedente RUM-139 VL-ASROC sostituendolo sulle navi da guerra giapponesi.

## Progetto
Nel 1991 il Technical Research and Development Institute (TRDI) dell'Agenzia della Difesa giapponese avviò un programma per lo sviluppo di un missile antisommergibile con prestazioni superiori all'americano RUR-5 ASROC, all'epoca in servizio, e poi al successivo RUM-139 VL-ASROC. Dopo i primi studi di fattibilità, e le ricerche in merito, l'attività di sviluppo incominciò nel 1999 a svolgersi a pieno ritmo e con scopi definiti. Il programma prevedeva di concludersi nel 2005, con la realizzazione dei primi esemplari di serie, ma alcuni problemi tecnici ne provocarono il ritardo, e così il missile Type 07 entrò in servizio ufficialmente soltanto nel 2007. Tuttavia nonostante il lungo periodo di gestazione, il risultato fu eccellente, soddisfacendo appieno i requisiti fissati.

## Caratteristiche
Il Type 07 SUM è simile agli altri missili antisom, essendo costituito da un razzo vettore che trasporta nella parte anteriore un siluro che viene rilasciato nell'acqua, tuttavia ha prestazioni nettamente superiori, con maggiore velocità e gittata e migliore precisione e letalità.
Le dimensioni sono contraddistinte da una lunghezza di 6,53 metri e un diametro di 450 mm, con un peso di 1.284 kg. Si evince perciò che quest'arma è molto più grande e pesante del RUM-139 VL-ASROC che ha sostituito, ed è perciò anche molto più potente.

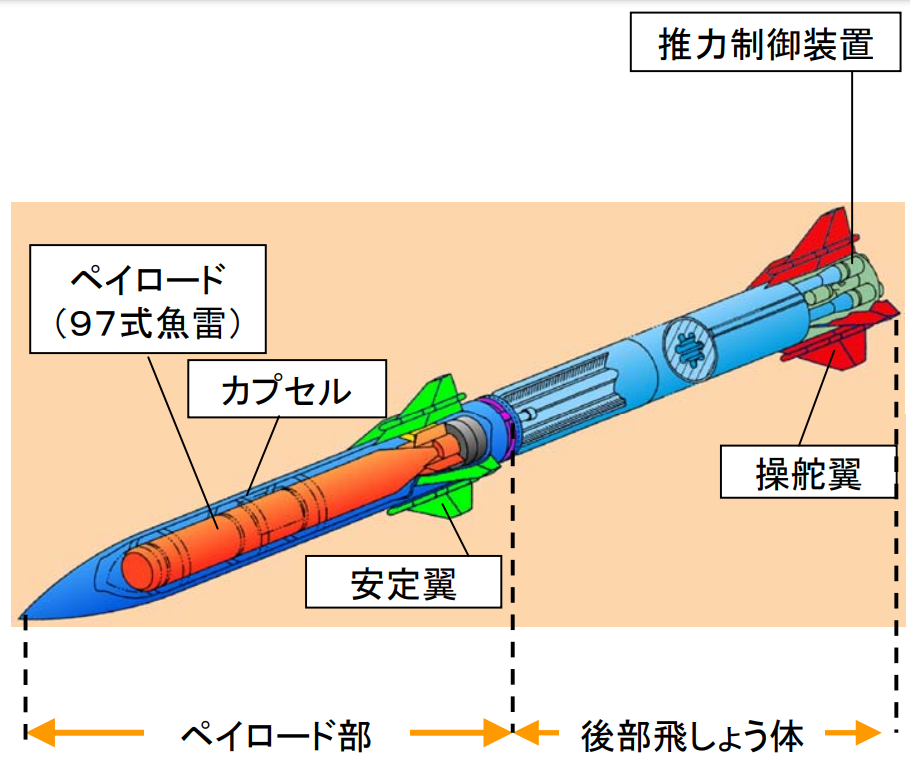
Disegno esplicativo del missile Type 07 SUM.

Il Type 07 SUM viene lanciato da una delle celle del lanciatore verticale Mk 41, iniziando il volo immediatamente con la spinta del razzo a combustibile solido. Comincia poi una virata per inserirsi sulla rotta di intercettazione del bersaglio, diretto da un sistema di guida inerziale (INS). Il missile è stabilizzato da quattro alette posteriori, e altre quattro al centro della fusoliera, e può usare la spinta vettoriale (thrust vectoring) per correggere la rotta. Arrivato in prossimità del bersaglio, la parte anteriore si separa e rallenta scendendo con l'ausilio di un paracadute. Arrivato in acqua il siluro viene rilasciato e sganciato dal paracadute, così da poter avviarsi contro il bersaglio da colpire.

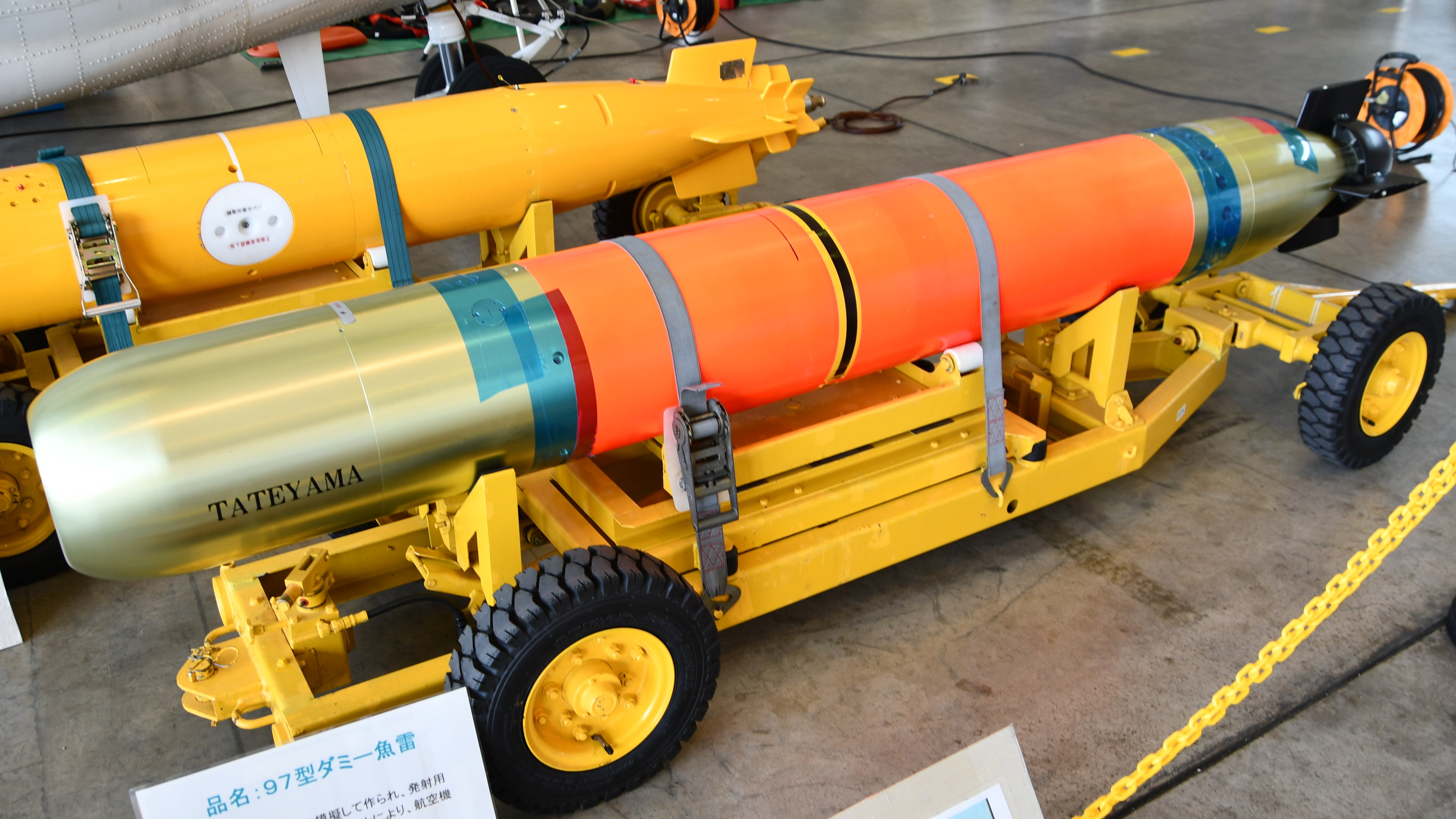
Il siluro Type 97 che viene utilizzato dal missile Type 07 SUM.

I siluri Type 97 e Type 12 impiegati dal missile, forniscono una maggiore sensibilità e sono dotati di apparati sonar più sofisticati che ne aumentano la letalità.

## Impiego
Anche se ufficialmente dichiarato in servizio nel 2007, il missile Type 07 SUM venne ancora perfezionato negli anni successivi, divenendo pienamente operativo solo dopo il 2010. Le prime navi a utilizzarlo furono i cacciatorpediniere multiruolo della classe Akizuki, a partire dal 2013, seguiti dagli Asahi, unità molto simili, e poi dai cacciatorpediniere lanciamissili Maya e dalle fregate Mogami.